# ヨウ素
ヨウ素（ヨウそ、沃素、英: iodine）は、原子番号 53、原子量 126.9 の元素である。元素記号は I。あるいは分子式が I2 と表される二原子分子であるヨウ素の単体の呼称。
ハロゲン元素の一つ。分子量は253.8。融点は113.6 ℃で、常温、常圧では固体であるが、昇華性がある。固体の結晶系は紫黒色の斜方晶系で、反応性（酸化力）はフッ素、塩素、臭素より小さい。水にはあまり溶けないが、エタノールやヨウ化カリウム水溶液にはよく溶ける。これは下式のように、ヨウ化物イオンとの反応が起こることによる。
{\displaystyle {\ce {{I^{-}}+I2->I3^{-}}}}
単体のヨウ素は、日本の毒物及び劇物取締法により医薬用外劇物に指定されている。

## 名称
ヨード（沃度）ともいう。気体がすみれ色であることから、すみれ色を意味するギリシア語: ιώδης(iôdês)をもとにフランス語でiodeと命名された。
英語では iodine と呼ばれている。

## 発見史
ベルナール・クールトアによって1811年に海藻灰から発見された。彼の友人シャルル・デゾルムとニコラ・クレマンがジョゼフ・ルイ・ゲイ＝リュサックとアンドレ＝マリ・アンペールにサンプルを送ったうえで1813年11月29日に発表した。
ゲイ＝リュサックは12月6日にこの物質が元素もしくは酸化物であると発表した。アンペールからサンプルを提供されたハンフリー・デーヴィーは実験によりこの物質が塩素の性質に類似することを発見し、王立協会宛の12月10日付の手紙で、この物質が元素であることを発表した。

## 地球上での分布
現在の地球上には 8.7 × 1012 トンが存在し、その約70%が海底堆積物に含まれていると考えられている。
地球表層でのヨウ素の分布
| 海水             | 7.0×1010t | (0.8%)  |
| 海底堆積物       | 5.9×1012t | (68.2%) |
| 海洋地殻         | 5.4×1010t | (0.6%)  |
| 堆積岩           | 2.4×1012t | (27.7%) |
| 火成岩及び変成岩 | 2.3×1011t | (2.7%)  |

地球が誕生してから大気中の遊離酸素が増加するまでの期間のヨウ素は -1価のヨウ化物イオン({\displaystyle {\ce {I^-}}})として存在していたと考えられている。その後、大気中の遊離酸素濃度が増加すると有機ヨウ素や +5価のヨウ素酸イオン({\displaystyle {\ce {IO3^-}}})として存在している。
海洋と大気中には揮発性有機ヨウ素（ヨードメタン{\displaystyle {\ce {CH3I}}} ）として広く分布している が、どのようなバクテリアが関わっているのかは十分に解明されていない。

## 用途

### 分析化学
ヨウ素溶液にデンプンを加えると、ヨウ素デンプン反応を起こして藍色を呈する（デンプンは微量でも鋭敏に反応する。ヨウ素デンプン反応を参照）。この反応はヨウ素滴定（ヨードメトリー）に利用される。また、小学校、中学校の理科実験においては、デンプンを簡易的に検出できる試薬として多用されている。
さらに、ヨウ素デンプン反応を応用して、蒸留水にヨウ化カリウム、可溶性のデンプンを溶かしそれにろ紙を浸したヨウ化カリウムデンプン紙が、酸化剤の検出にも用いられる。ヨウ化カリウムデンプン紙と似たものに過酸化物価試験紙（POV試験紙）があり、こちらは色の変化によって過酸化物価を調べることができる。どちらも、ヨウ化カリウムの酸化により遊離したヨウ素がデンプンと反応することで、色が変化している。
分析化学では、脂質などの有機化合物に含まれる炭素-炭素二重結合の量の指標としてヨウ素価が用いられる。また試料中の水分量を決定するための方法としてカール・フィッシャー滴定が知られている。

### 消毒薬
ヨウ素は消毒薬としてもよく用いられる。ヨウ素のアルコール溶液がヨードチンキである。ヨウ素とヨウ化カリウムのグリセリン溶液がルゴール液である。ヨウ素とポリビニルピロリドンの錯化合物はポビドンヨードとして知られる。

## 生体とヨウ素
体内で甲状腺ホルモンを合成するのに必要なため、ヨウ素はヒトにとって必須元素である。人体に摂取、吸収されると、ヨウ素は血液中から甲状腺に集まり、蓄積される。なお、このヨウ素の吸収はゴイトロゲンと呼ばれる食品群や化学物質などにより阻害されることに注意が必要である。

### 欠乏と過剰
- 欠乏 - ヨード欠乏症として甲状腺腫、甲状腺機能低下症等を発症する[10]。
- 過剰 - 医療用造影剤やポビドンヨード（外用消毒薬）の使用により甲状腺機能亢進症、甲状腺機能低下症を発症することがある[10]。

### 日本での摂取状況
海藻類はヨウ素を海水から濃縮しており、海に囲まれた日本では食生活の中で海藻などから自然にヨウ素の摂取が行われている。また、日本ではヨウ素を含有することをうたった鶏卵が売られている。
厚生労働省が発表した『日本人の食事摂取基準』（2020年版）によると、ヨウ素の推奨量は成人で130 µg/日、ヨウ素の耐容上限量は日本では3.0 mg/日、米国では約1.1 mg/日としている。日本において妊婦は更に110 µgの付加量、授乳婦は140 µgの付加量が推奨されている。コンブは大量にヨウ素を含み、素干しコンブわずか1gでヨウ素の耐容上限量約2.2 mg/日に達する。北海道での海岸性甲状腺腫はヨウ素の過剰摂取が原因であると考えられている。半面、ヨウ素の抗腫瘍作用を利用するため少なくとも3 mg/日を摂取すべきとの説も存在する。
日本ではダイエット目的で昆布を過剰摂取してヨウ素過剰に陥ってしまうケースも多い。
ヨウ素制限食を必要とする際には、逆に昆布、ワカメなど海藻の摂取を控えなくてはならない。
| 食品                    | 含有量 (µg/g) |
| ----------------------- | ------------- |
| 昆布（素干し）          | 2100-2400     |
| 昆布（刻み昆布）        | 2300          |
| ひじき                  | 470           |
| 昆布(佃煮)              | 110           |
| カットわかめ            | 85            |
| 昆布だし（液体）        | 19-82         |
| 焼きのり                | 21            |
| わかめ（生）            | 16            |
| ヨード卵                | 10-20         |
| しめさば                | 4.3           |
| めかぶ（生）            | 3.9           |
| ビーフカレー (レトルト) | 3.7           |
| 鱈(まだら)              | 3.5           |
| ポテトチップス          | 2.6           |
| たらこ(生)              | 1.3           |
| 塩さば                  | 1.1           |

| 年齢／性別など     | 推奨量 RDA (µg/日) | 上限 UL (µg/日) |
| ------------------ | ------------------ | --------------- |
| 幼児（0-1歳）      | 110-130            | 未定義          |
| 子供（1-8歳）      | 90                 | 200-300         |
| 子供（9-13歳）     | 120                | 600             |
| 成人（14歳以上）   | 150                | 900-1100        |
| 成人女子（妊娠期） | 220                | 900-1100        |
| 成人女子（授乳期） | 290                | 900-1100        |

### 海外での摂取状況
大陸の中央部にあっては、ヨウ素を摂取する機会がほとんどないことから、ヨード欠乏症による甲状腺異常が多く発生した。アメリカではアメリカ食品医薬品局（FDA）の規定により食塩の中に一定量のヨウ化ナトリウムが混入させてある。また、モンゴルでは日本からの援助で国民にヨウ素剤を服用させた結果、甲状腺異常の患者を激減させた。アメリカのほかにスイス、カナダ、中国などでは食塩にヨウ素の添加を義務付けている。

### 貿易上の課題
一方で、食習慣の違いなどで、オーストラリアでは日本から輸入された高濃度のヨウ素(昆布エキス)を含む食品による健康被害も報告されており、提訴に至るケースもある。反対に、日本では食品衛生法上ヨウ素を添加することが認められておらず、日本産の粉ミルクが香港で、製品内に含まれるべきヨウ素の量が国際食品規格委員会（CODEX）基準に達していないと指摘されたことがある。

### 放射性ヨウ素
チェルノブイリ原子力発電所の事故では、核分裂生成物の 131I（放射性同位体）が多量に放出されたが、これが甲状腺に蓄積したため、住民に甲状腺ガンが多発した。放射能汚染が起きた場合、放射性でないヨウ素の大量摂取により、あらかじめ甲状腺をヨウ素で飽和させる防護策が必要である（ヨウ化カリウム#用途、ヨウ素剤参照）。そのため、日本は国民保護法に基づく国民の保護に関する基本指針により、核攻撃等の武力攻撃が発生した場合に武力攻撃事態等対策本部長又は都道府県知事が、安定ヨウ素剤を服用する時期を指示することになっている。なお、独立行政法人放射線医学総合研究所は、たとえヨウ素を含んでいてもうがい薬や消毒剤など、内服薬でないものは「安定ヨウ素剤」の代わりに飲んだりしないようにとしている。
世界保健機関 (WHO) の飲料水中の放射性核種のガイダンスレベルは平常時の値は10 Bq/Lで原子力危機時の誘導介入レベル（介入レベルを超えないように環境汚染物質や汚染食品の摂取、流通を制限するため、二次的に設定される制限レベル、「暫定規制値」とも言う）であり、国際原子力機関は介入レベル（敷地外の一般公衆が、過度の被曝を生ずる恐れのある場合は、実行可能な限り、被曝低減のための対策をとることが必要となる。その判断の基礎となる線量）を3,000 Bq/Lとしているが、平常時の値や誘導介入レベルは定めていない。日本では一定の基準はなくWHOの基準相当 を守っていた。しかし2011年東北地方太平洋沖地震における福島第一原子力発電所事故の影響から、放射性ヨウ素の飲料水中及び牛乳・乳製品中の暫定規制値を300 Bq/kgと定めた。
または、ヨウ素が甲状腺に集まる性質は、画像診断法の一つである甲状腺シンチグラフィに利用される。甲状腺シンチグラフィではヨウ素の同位体のうち123I などを用いる。

## 資源
ヨウ素は海水中に0.05 ppm (0.000005 %) 含まれ、推定資源量は3億4千万トンである。ヨウ素は生物濃縮される元素で、海藻の灰から抽出され0.45 %以上のヨウ素が含有される。かつては海藻を原料に工業的に生産されたが、1959年以降は工業的には天然ガス、チリ硝石、石油の副産物として生産されている。
工業的にはヨウ化ナトリウムなどヨウ化物イオンを含む地下水や水溶液に酸性条件下で塩素を吹き込み、酸化されたヨウ素単体を昇華精製する。
アメリカ地質調査所の2005年版統計 によると、全世界のヨウ素の生産量は約25,500トンである。その内訳は、一位のチリが16,200トン、二位の日本国6,500トンであった。国連統計局の2002年度統計 によると、輸出量はリサイクルされたものも含めて一位のチリが$447,612,776、二位の日本国が$195,847,819であった。
2008年度の日本国内生産量は9,231トン、工業消費量は3,288トン。日本のヨウ素生産量のほとんどは千葉県の水溶性天然ガス鉱床（南関東ガス田）から産出する地下水（鹹水）から生産されており、世界シェアの3割、埋蔵量は世界の2/3ほどである。
こうした立地を生かして、千葉大学は「千葉ヨウ素資源イノベーションセンター」（CIRIC）を新設。2018年には伊勢化学工業など4社と共同研究協定を結んだ。

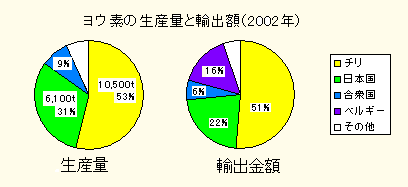
説明図 ヨウ素の生産量と輸出量

|                | 2002年輸出金額 ($) | 2002年生産量（トン） |
| -------------- | ------------------ | -------------------- |
| チリ           | 447,612,776        | 10,500               |
| 日本           | 195,847,819        | 6,100                |
| アメリカ合衆国 | 51,136,966         | 1,700                |
| ベルギー       | 137,773,860        | -                    |
| その他         | 43,569,769         | 1,300                |
| 計             | 875,941,190        | 19,600               |

## 化合物
ヨウ素と水素の化合物（ヨウ化水素）は強酸性を示す。
- ヨウ化銀 (AgI) - 人工降雨に使われる。またα-AgIは超イオン伝導体でもある。
- ヨウ化カリウム (KI)
- ヨウ化水素 (HI)
- ヨウ化窒素（窒化ヨウ素）(I3N) - 濃アンモニア水に少量のヨウ素の結晶を投入すると、針状結晶として生じる。これは乾燥させると触ることができないほど敏感な物質で、部屋の中で手を叩く振動でさえも爆発を起こす。
- ヨウ化ナトリウム (NaI) - ガンマ線検出用単結晶（シンチレーション検出器）に用いられる。
- ヨウ化セシウム (CsI) - エックス線蛍光倍増管・ガンマ線検出用単結晶に用いられる。

### ヨウ素のオキソ酸
ヨウ素のオキソ酸は慣用名を持つ。次にそれらを挙げる。
| オキソ酸の名称                             | 化学式 (酸化数)                     | オキソ酸塩の名称               | 備考                    |
| ------------------------------------------ | ----------------------------------- | ------------------------------ | ----------------------- |
| 次亜ヨウ素酸 (hypoiodous acid)             | {\displaystyle {\ce {HIO}}} (+I)    | 次亜ヨウ素酸塩 ( - hypoiodite) |                         |
| 亜ヨウ素酸（中国語: 亚碘酸） (iodous acid) | {\displaystyle {\ce {HIO2}}} (+III) | 亜ヨウ素酸塩 ( - iodite)       | 未確認                  |
| ヨウ素酸 (iodic acid)                      | {\displaystyle {\ce {HIO3}}} (+V)   | ヨウ素酸塩 ( - iodate)         | ヨウ素酸塩は危険物第1類 |
| 過ヨウ素酸 (periodic acid)                 | {\displaystyle {\ce {HIO4}}} (+VII) | 過ヨウ素酸塩 ( - periodate)    |                         |

※オキソ酸塩名称の '-' にはカチオン種の名称が入る。

## 同位体
- 131I は核分裂によって生成される。半減期は8.1日で、ベータ崩壊すると半減期11.8日の131mXeとなる。なお、1日後で最初の90 %になり、8日後で50 %、30日後で1/13、60日後で1/170、90日後で1/2200となる。
- 129I は半減期が1570万年である。宇宙線やウランの自発核分裂によって常に一定量が大気中に放出されている。
- 127I は通常のヨウ素で常に海水中に一定量が存在する。
- 129I/127I は天然存在比1500×10-15と推定される。生物に取り込まれたヨウ素の同位体の比率により年代を求めることが可能である。先述の千葉県の地下水に含まれるヨウ素の年代は4890万年前と推定される。プレートと共に沈み込んだ海底堆積物が上昇してきた付加体と推定される[35][36][37]。

## 参照資料
- 統計表一覧（経済産業省生産動態統計)